# بني يزيد
بني يزيد مركز تابع لمحافظة الليث التابعة لمنطقة مكة المكرمة.